# Galbárruli
Galbárruli – gmina w Hiszpanii, w prowincji La Rioja, w La Rioja, o powierzchni 15,44 km². W 2011 roku gmina liczyła 62 mieszkańców.